# Garance Clavel
Garance Clavel (Parigi, 11 aprile 1973) è un'attrice francese.

## Biografia
Ha iniziato la sua carriera con due cortometraggi nel 1993, 14 Juillet di Marie Tikova, e Tombés du Ciel di Shaine Cassim. Il 1996 è stato l'anno del suo successo,  grazie al ruolo da protagonista della pellicola Ognuno cerca il suo gatto del regista Cédric Klapisch, dove interpreta Chloé, una truccatrice parigina che perde il suo gatto e vaga per tutta la città volendo ritrovarlo; per questo ruolo venne candidata al Premio César ed al Premio Michel Simon.

## Filmografia

### Cinema
- La malheureuse, regia di Manuel Flèche - cortometraggio (1991)
- Marie-Louise ou la permission, regia di Manuel Flèche (1995)
- Montana Blues, regia di Jean-Pierre Bisson (1995)

- Ognuno cerca il suo gatto (Chacun cherche son chat), regia di Cédric Klapisch (1996)
- Bancal, regia di David Lanzmann - cortometraggio (1996)
- Peut être si j'en ai envie..., regia di Marianne Basler - cortometraggio (1997)
- Il suffirait d'un pont, regia di Solveig Dommartin - cortometraggio (1998)
- Qui plume la lune?, regia di Christine Carrière (1999)
- Touchez pas à ma poule!, regia di David Lanzmann - cortometraggio (1999)
- Le Petit ciel, regia di Jean-Sébastien Lord (1999)
- C'est pas si compliqué, regia di Xavier de Choudens - cortometraggio (2000)
- HK, regia di Xavier de Choudens - cortometraggio (2001)
- Che fame!!! (J'ai faim!!!), regia di Florence Quentin (2001)
- Une affaire privée - Una questione privata (Une affaire privée), regia di Guillaume Nicloux (2002)
- La petite fille, regia di Licia Eminenti - cortometraggio (2003)
- In amore c'è posto per tutti (Après vous...), regia di Pierre Salvadori (2003)
- Tout le plaisir est pour moi, regia di Isabelle Broué (2004)
- Holiday, regia di Guillaume Nicloux (2010)
- Erreur_1067, regia di Philippe Vincent (2012)
- La religiosa (La religieuse), regia di Guillaume Nicloux (2013)
- Piccole crepe, grossi guai (Dans la cour), regia di Pierre Salvadori (2014)
- K for Kafka, regia di Philippe Vincent - cortometraggio (2015)
- Marriage, regia di Philippe Vincent (2017)
- Ruines, regia di Ophélie Pruvost - cortometraggio (2017)
- Crazy Hair, regia di Christophe Deram - cortometraggio (2018)
- Deux moi, regia di Cédric Klapisch (2019)
- L'Enfant rêvé, regia di Raphaël Jacoulot (2020)

### Televisione
- La belle de Fontenay, regia di Paule Zajdermann - film TV (1995)
- L'histoire du samedi - serie TV, 1 episodio (1996)
- Pardaillan, regia di Edouard Niermans - film TV (1997)
- Le Boiteux - serie TV, 1 episodio (2002)
- L'Ombre sur le mur, regia di Alexis Lecaye - film TV (2003)
- Suite noire - serie TV, episodio 1x07 (2009)